# Loužnice
Loužnice je obec, která se nachází v okrese Jablonec nad Nisou v Libereckém kraji. Žije zde 217 obyvatel.
Loužnicí vede státní silnice I/10 z Turnova do Harrachova / evropská silnice E65.

## Geografie
Obec se nachází v Jizerských horách v údolí Kopaňského potoka.
Obec sousedí:
- na severu s obcí Zásada,
- na severovýchodě s obcemi Držkov, Radčice a Jílové u Držkova,
- na jihovýchodě s obcemi Jirkov a městem Železný Brod,
- na jihu s obcemi Těpeře a Chlístov,
- na jihozápadě s obcí Bratříkov,
- na západě s obcí Pěnčín a
- na severozápadě s obcí Huť.

## Historie
První písemná zmínka o obci pochází z roku 1624.

## Pamětihodnosti
- kaplička se zvoničkou na skalce ve středu vsi (odkaz na Mapy.cz)
- kříž při cestě ke kapli
- řada staveb roubené lidové architektury (např. čp. 7)
- zděné stavby z 19. a počátku 20. století